# Word Is Out
Singles de Kylie Minogue
Shocked
(1991) If You Were with Me Now
(1991)
Clip vidéo
[vidéo] « Word Is Out », sur YouTube
Word Is Out est une chanson de l'actrice et chanteuse australienne Kylie Minogue incluse dans son quatrième album studio, intitulé Let's Get to It et sorti au Royaume-Uni le 14 octobre 1991.
À la fin de l'août 1991, environ un mois et demi avant la sortie de l'album, la chanson a été publiée en single. C'était le premier single tiré de cet album.
Le single a atteint la 16e place du hit-parade britannique.